# Walk-in-the-Water (tàu hơi nước)
class="infobox" style="width:25.5em;border-spacing:2px;"

| Walk-in-the-Water - Bản vẽ năm 1895 của S. W. Stanton, dựa trên một hình ảnh không xác định trước đó |                                                                   |
| Lịch sử                                                                                              |                                                                   |
| Tên gọi                                                                                              | Walk-in-the-Water                                                 |
| Chủ sở hữu                                                                                           | Công ty Tàu hơi nước Hồ Erie                                      |
| Lộ trình                                                                                             | Buffalo, New York – Detroit, Michigan                             |
| Hạ thủy                                                                                              | ngày 28 tháng 5 năm 1818                                          |
| Chuyến đi đầu tiên                                                                                   | ngày 25 tháng 8 năm 1818                                          |
| Số phận                                                                                              | bị đắm ngày 1 tháng 11 năm 1821                                   |
| Ghi chú                                                                                              | Tàu hơi nước đầu tiên hoạt động trên các hồ Erie, Huron, Michigan |
| Đặc điểm khái quát                                                                                   |                                                                   |
| Kiểu tàu                                                                                             | Tàu hơi nước                                                      |
| Dung tải                                                                                             | 240 tấn                                                           |
| Chiều dài                                                                                            | 132 ft (40 m)                                                     |
| Sườn ngang                                                                                           | 32 ft (9,8 m)                                                     |
| Độ sâu                                                                                               | 8,5 ft (2,6 m)                                                    |
| Động cơ đẩy                                                                                          | Bánh lái, cánh buồm phụ                                           |
| Tốc độ                                                                                               | 6–10 mph (9.7–16 km/h)                                            |

Walk-in-the-Water là tàu hơi nước đầu tiên chạy trên các hồ Erie, Huron và Michigan. Được đóng vào năm 1818, nó đã vận chuyển người và đồ tiếp tế đến các địa điểm tại vùng Ngũ Đại Hồ, trước khi bị đắm trong một cơn bão mạnh ở gần Buffalo năm 1821. Theo một số nguồn tin, tên gọi của Walk-in-the-Water bắt nguồn từ ấn tượng của một thổ dân da đỏ về một con tàu hơi nước không có cánh buồm di chuyển ("đi bộ") trên mặt nước.

## Mô tả
Walk-in-the-Water được đóng vào năm 1818 tại Black Rock, New York và được sở hữu bởi Công ty Tàu hơi nước Hồ Erie của Noah Brown.
Walk-in-the-Water dài 132 ft (40 m) với sườn ngang 32 ft (9,8 m) và độ sâu 8,5 ft (2,6 m). Nó có hai cột buồm. Là một con tàu hơi nước tồn tại vào đầu thế kỷ 19 nên nó không có hình ảnh nào. Nhưng có một số bản báo cáo nói về cấu tạo của nó. Thân tàu được sơn màu trắng, với hai sọc đen chạy dọc theo chiều dài của tàu và màu xám bên dưới mực nước. Tàu có một khẩu pháo bốn bánh, dùng để thông báo sự xuất hiện, khởi hành và sự hiện diện của nó.
Walk-in-the-Water được trang bị động cơ hơi nước hình trụ đơn, công suất 73 mã lực, được xây dựng tại thành phố New York bởi Robert McQueen. Động cơ được mô tả là có"sự sắp xếp kỳ lạ của các đòn bẩy với nhiều bánh răng như máy nghiền", điều khiển các bánh guồng, có đường kính 16 ft (4,9 m), thông qua một loạt các bánh răng. Các hộp khớp nối"lỗi thời"giữa trục chính và trục của mái chèo cho phép hai mái chèo được gắn riêng hoặc tách ra. Lò hơi được chế tạo bằng đồng, có chiều dài 24 ft (7,3 m) với đường kính 9 ft (2,7 m), với ống khói cao 30 ft (9,1 m). Con tàu được cho là có tốc độ khoảng 6 đến 10 dặm/giờ (9.7–16 km/h).
Theo một trong những thuyền trưởng của nó, Baton Atkins, nó được đặt theo tên của một tù trưởng da đỏ Wyandot, sống cách sông Detroit khoảng 12 dặm về phía nam. Ngoài ra, tên của nó có thể đã ám chỉ đến biểu hiện"đi trong nước", được nói một cách có uy tín bởi một thổ dân da đỏ đã nhìn thấy North River, tàu hơi nước tiên phong của Robert Fulton, trên sông Hudson vào năm 1807.

## Di sản
Vào ngày 3 tháng 3 năm 1989, Cục Bưu chính Hoa Kỳ đã phát hành một con tem bưu chính 25 xu mô tả và kỷ niệm Walk-in-the-Water. Nhà sử học và nghệ sĩ thời hiện đại, Robert McGreevy, người viết cho tờ Lake Shore Guardian, một diễn đàn tin tức lịch sử của Ngũ Đại Hồ, giảng về lịch sử xung quanh Walk-in-the-Water và gần đây đã hoàn thành một bức tranh về con tàu.

## Lịch sử phục vụ

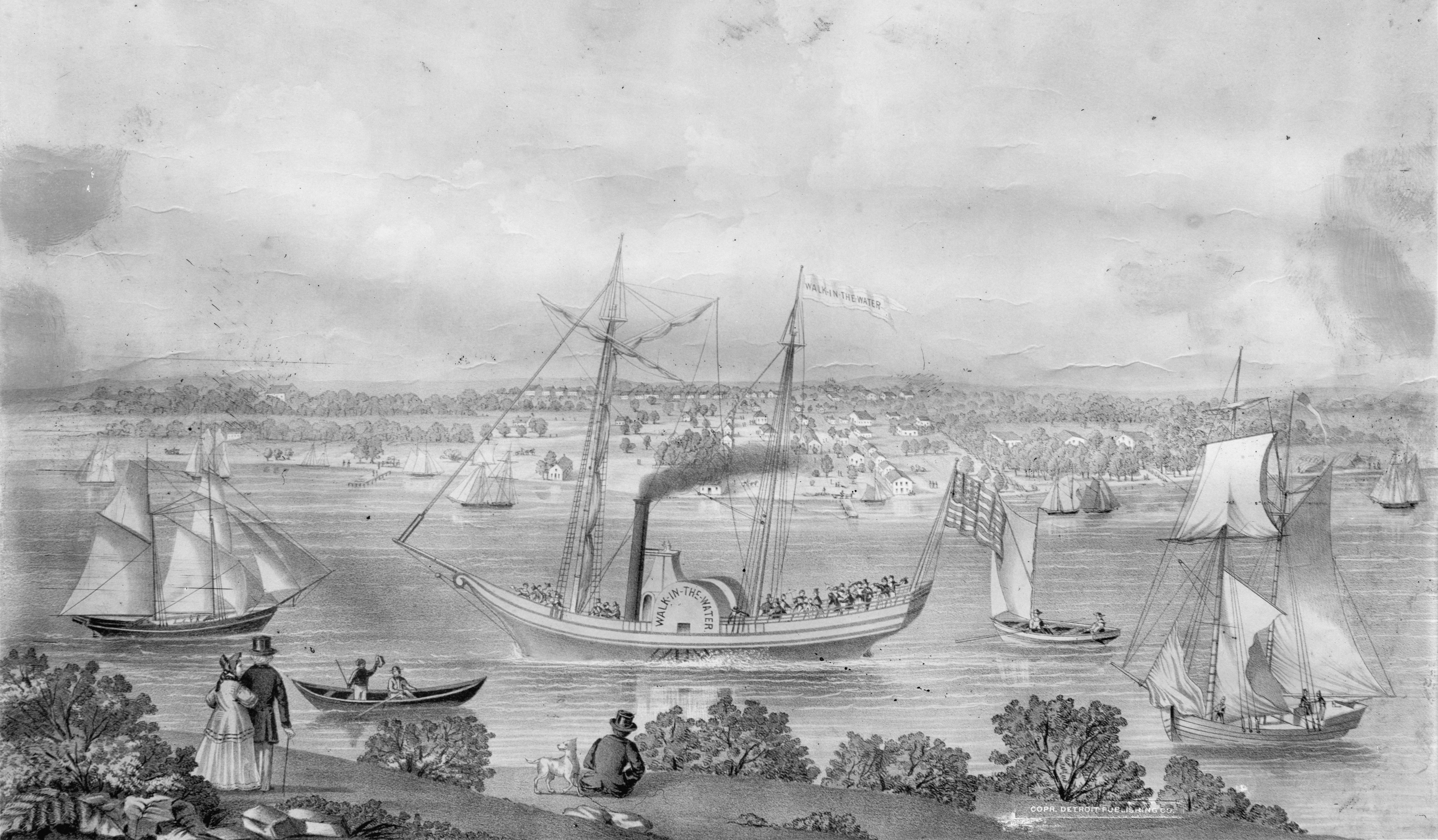
Walk-in-the-Water tại Detroit năm 1820.

Job Fish là thuyền trưởng đầu tiên của Walk-in-the-Water. Kỹ sư trưởng là Brock Grant, và kỹ sư thứ hai là anh họ của ông, William Whitney Grant. Fish đã bị sa thải khi ông khiến con tàu đâm vào bến và đổ lỗi cho đội động cơ. Trong khi ông ta đang chửi rủa qua loa, công ty sở hữu Walk-in-the-Water sớm tìm được người thay thế.
Chuyến đi đầu tiên của Walk-in-the-Water bắt đầu vào ngày 25 tháng 8 năm 1818, từ Black Rock, New York đến Dunkirk, New York. Vì nó không đủ năng lượng để đi ngược dòng nước mạnh của sông Niagara, nên một đội gồm 20 con bò được yêu cầu hỗ trợ để đưa chiếc thuyền hơi ra khỏi sông trong chặng đầu tiên của hành trình này. Con tàu sau đó bắt đầu các chuyến đi thường lệ của nó từ Buffalo đến Detroit vào ngày 1 tháng 9 năm 1818. Buffalo vào thời điểm đó không có bến cảng để chứa các tàu lớn. Tàu hơi nước đã hoàn thành hành trình của mình trong khoảng 9 ngày và trung bình đi được khoảng 9 dặm (14 km) mỗi giờ. Giá vé cho chuyến đi trong cabin là 18 đô la. Khi đến Cleveland, hầu hết người dân trong thị trấn đã đến bờ để chào đón con tàu.
Vào tháng 9 năm 1818, Walk-in-the-Water bị mắc cạn gần hồ Erie. Sau khi được sửa chữa, nó đã đến Mackinaw City, Michigan, qua hồ Huron và sau đó đến Green Bay, Wisconsin, do đó trở thành tàu hơi nước đầu tiên hoạt động trên các hồ Huron và Michigan. Phải mất mười ngày để Walk-in-the-Water đi từ Buffalo đến Detroit và mang hàng hóa trở lại cho Công ty Lông thú Hoa Kỳ.
Trong thời gian phục vụ tại Ngũ Đại Hồ, hành khách của Walk-in-the-Water bao gồm nhiều người đáng chú ý, bao gồm các tướng Winfield Scott và Henry Leavenworth. Con tàu hơi nước này có thể chứa một trăm hành khách trong cabin. Tàu bao gồm một phòng ăn, phòng hút thuốc và phòng hành lý.

### Bị đắm
Vào ngày 1 tháng 11 năm 1821, Walk-in-the-Water bị đắm vào ban đêm trong thời tiết gió mạnh khi ở gần Buffalo. Đây là vụ đắm đầu tiên xảy ra trên hồ Erie. Nó đã chở đầy hàng hóa và chở 18 hành khách. Mục tiêu của chuyến đi này là Detroit. Con tàu được chỉ huy bởi Thuyền trưởng J. Rogers, đã rời Buffalo lúc 4 giờ chiều, vào ngày 31 tháng 10 và đi qua hồ Erie. Trước khi đến Point Abino, khoảng 11 dặm (18 km) về phía tây Buffalo trên bờ hồ của Canada, gió bão đã mạnh lên. Thuyền trưởng Rogers đã nỗ lực chỉnh hướng đi của tàu để tránh gió nhưng không thành công.